# Fűzlevelű tölgy
A fűzlevelű tölgy (Quercus phellos) a bükkfavirágúak (Fagales) közé tartozó tölgy nemzetség egyik faja

## Leírása
Terebélyes, 30 m magas, lombhullató fafaj. Kérge szürke, sima, idővel lemezesen töredezik, repedezik.
Levelei keskenyek, 10 cm hosszúak, 2,5 cm szélesek, finoman kihegyezettek, ép szélűek.
A felszínük világoszöld, fonákjuk világosabb, mindkét oldaluk sima.
A virágok tavasz végén nyílnak, a porzós barkák sárgászöldek, lecsüngőek, a termősek kevéssé feltűnőek.
A termése 1,5 cm-es, negyedéig kupacsba zárt makk, ami két évig érik.

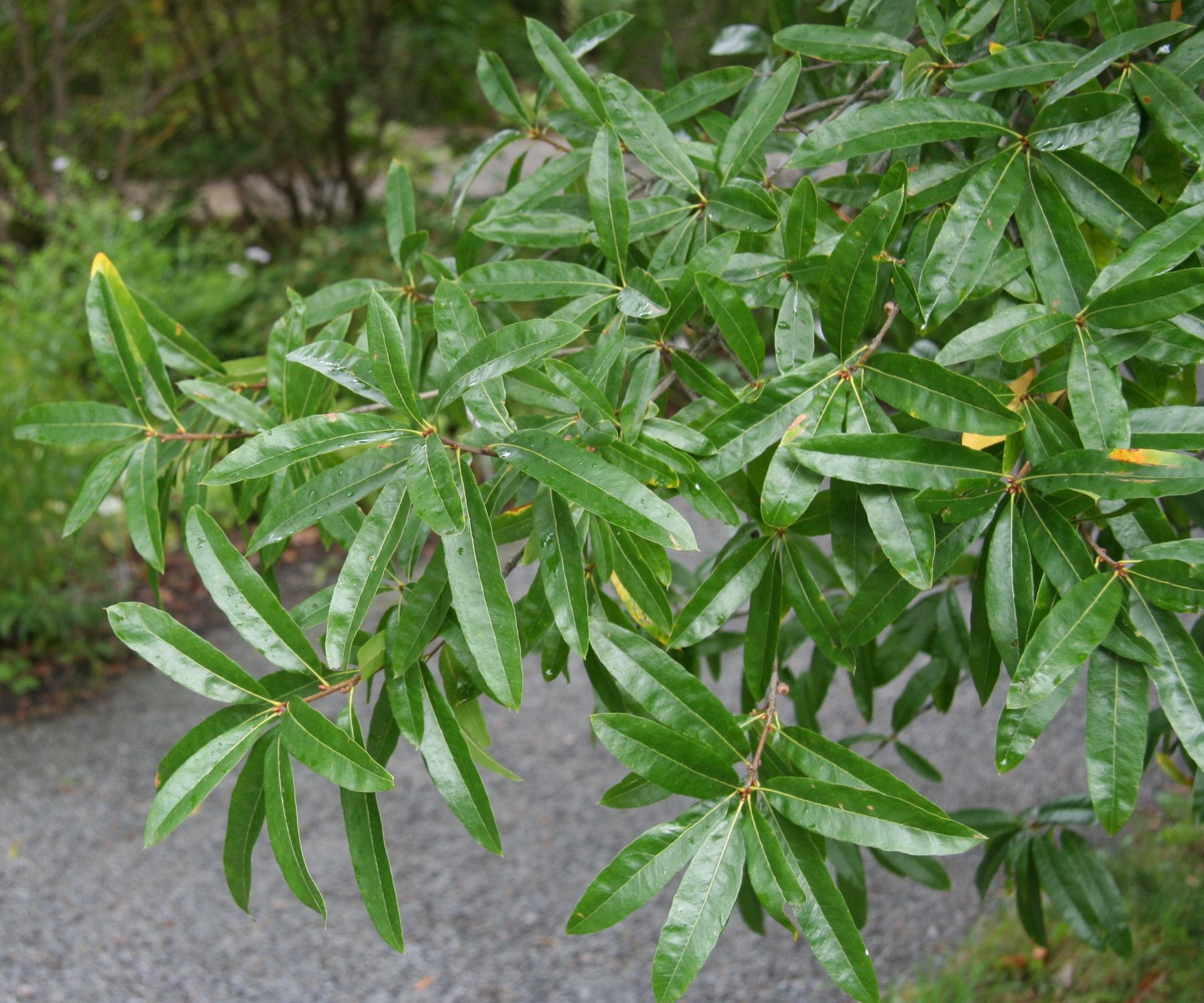
Levelei
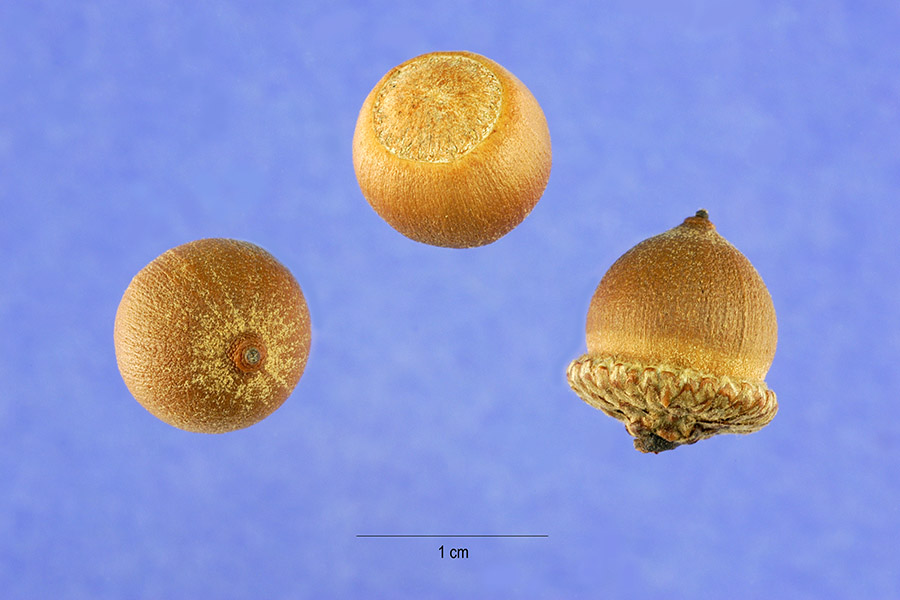
Termései